# گوگل میت
گوگل میت یک سرویس ارتباط تصویری است که توسط گوگل ساخته شده‌است. این یکی از دو برنامه جایگزینی برای گوگل هنگ اوتس است و دیگری گوگل چت. گوگل قصد دارد بازنشستگی هنگ ا
وتس را در اکتبر ۲۰۱۹ شروع کند.

## تاریخ
گوگل پس از دعوت و بی سر و صدا یک برنامه آی اواس در فوریه ۲۰۱۷ منتشر کرد، گوگل رسماً ملاقات را در مارس ۲۰۱۷ راه اندازی کرد. این سرویس به عنوان یک برنامه کنفرانس ویدیویی برای حداکثر ۳۰ شرکت کننده رونمایی شد، که به عنوان نسخه دوستانه سازمانی هنگ اوتس توصیف شده‌است. در زمان راه اندازی، این برنامه دارای یک برنامه وب، یک برنامه اندروید و یک برنامه آی اواس است. ویژگی‌های کاربران جی سوییت شامل موارد زیر است:
- حداکثر ۱۰۰ عضو در هر تماس برای کاربران G Suite Basic، حداکثر ۱۵۰ نفر برای کاربران G Suite Business و حداکثر ۲۵۰ برای کاربران G Suite Enterprise[۵]
- امکان پیوستن به جلسات از وب یا از طریق برنامه Android یا iOS
- امکان تماس با جلسات با شماره شماره‌گیری
- شماره‌های شماره‌گیری محافظت از رمز عبور برای کاربران نسخه G Suite Enterprise
- ادغام با تقویم Google برای تماس‌های یک جلسه ای
- اشتراک صفحه نمایش برای ارائه اسناد، صفحات گسترده یا ارائه
- تماس‌های رمزگذاری شده بین همه کاربران[۶]
- نوشتن شرح تصاویر بسته در زمان واقعی بر اساس تشخیص گفتار
- کاربران رایگان محدودیت‌های بیشتری دارند:
  - جلسات (بعد از سپتامبر ۲۰۲۰) به ۶۰ دقیقه محدود می‌شود.[۷]
  - همه شرکت کنندگان باید یک حساب Google داشته باشند.

در حالی که Google Meet ویژگی‌های فوق را برای به روزرسانی برنامه اصلی Hangouts معرفی کرده‌است، برخی از ویژگی‌های استاندارد Hangouts از بین رفته‌است، از جمله مشاهده حضار و گفتگو همزمان. تعداد فیدهای ویدیوی مجاز در یک زمان نیز به ۸ کاهش یافته‌است (در حالی که حداکثر ۴ فید را می‌توان در یک طرح «کاشی» نشان داد)، با اولویت بندی آن دسته از حاضرین که اخیراً از میکروفون خود استفاده می‌کردند. علاوه بر این ویژگی‌هایی مانند جعبه چت به جای اینکه اندازه دوم را برای تغییر اندازه تغییر دهند، برای پوشاندن فید ویدیو تغییر می‌کنند.

### دسترسی رایگان
در پاسخ به بحران COVID-19 در مارس ۲۰۲۰، Google شروع به ارائه ویژگی‌های پیشرفته ملاقات کرد که قبلاً نیاز به یک حساب سازمانی برای هر کسی که از G Suite یا G Suite for Education استفاده کند بود. استفاده از Meet بین ۳۰ ژانویه و آوریل سال ۲۰۲۰ با یک عدد ۳۰ رشد کرد، در حالی که روزانه ۱۰۰ میلیون کاربر به ملاقات می‌رسند، در مقایسه با ۲۰۰ میلیون مورد استفاده روزانه برای بزرگنمایی در هفته گذشته آوریل 2020.
تا ماه مه سال ۲۰۲۰، یک حساب کاربری G Suite برای آغاز و میزبانی یک کنفرانس ویدئویی Meet لازم بود، اما با افزایش تقاضا برای کنفرانس ویدئویی به دلیل بیماری همه گیر COVID-19، گوگل دسترسی آزاد به این سرویس را نیز برای دارندگان حسابهای مصرف‌کننده ملاقات کرد. پس از اعلام این خبر، مدیر مدیریت محصولات Google توصیه کرد که مصرف‌کنندگان از ملاقات بیش از Hangouts استفاده کنند.
دیدارهای رایگان ملاقات فقط در مقایسه با محدودیت ۲۵۰ تماس گیرنده برای کاربران G Suite و حد مجاز 25 Hangout برای Hangouts، فقط می‌تواند یک میزبان واحد و حداکثر ۱۰۰ شرکت کننده داشته باشد. برخلاف تماس‌های تجاری با Meet، تماس‌های مصرف‌کننده ثبت و ذخیره نمی‌شوند و شرکت اعلام می‌کند که داده‌های مصرف‌کننده از Meet برای هدف گذاری تبلیغات استفاده نمی‌شود. در حالی که بنا به گزارش‌ها، از داده‌های تماس برای اهداف تبلیغاتی استفاده نمی‌شود، براساس تحلیل سیاست حفظ حریم خصوصی Meet , Google حق جمع‌آوری داده‌ها در مدت زمان تماس، شرکت کننده و آدرس‌های IP شرکت کنندگان را دارد.
کاربران برای شروع تماس به یک حساب Google نیاز دارند و مانند کاربران G Suite، هرکسی که دارای یک حساب Google است قادر به برقراری تماس ملاقات از طریق Gmail است. مکالمات ملاقات رایگان محدودیت زمانی ندارند، اما با شروع از سپتامبر ۲۰۲۰ به ۶۰ دقیقه محدود می‌شوند. به دلایل امنیتی، میزبان می‌توانند ورود را رد کرده و کاربران را در حین مکالمه حذف کنند. از آوریل سال ۲۰۲۰، گوگل قصد دارد فیلتر صوتی باطل سر و صدا و حالت کم نور را منتشر کند.
Google Meet از پروتکل‌های اختصاصی برای کدگذاری ویدیو، صوتی و داده استفاده می‌کند. با این حال، Google با شرکت Pexip همکاری کرده‌است تا قابلیت همکاری بین Google Meet و تجهیزات و نرم‌افزارهای کنفرانس مبتنی بر SIP / H.323 را فراهم کند.